# Margareta Persson (konstnär)
För andra personer med samma namn, se Margareta Persson
Elsa Margareta Persson, ogift Pehrsson, född 16 juli 1947 i Kristinehamns församling i Värmlands län, död 8 augusti 2008 i Göteborgs Annedals församling, var en svensk konstnär, författare och konstpedagog.
Margareta Persson var dotter till företagsledaren Lennart Pehrsson och Gunri, ogift Hallen. Persson studerade vid Hovedskous målarskola 1986–1990 och har därefter deltagit i flera konstkurser bland annat i screentryck på Konstfackskolan. Separat har hon ställt ut på bland annat Kristinehamns konsthall, Partille konsthall, Arvika Konsthall, Galleri Koch, Stenungsunds konsthall, Galleri Cupido i Stockholm Lidköpings konsthall på Ekebyhovs slott, Gerlesborgsskolan i Bohuslän, Konstfrämjandet i Örebro och Kungsbacka konsthall. Tillsammans med Bery Bars och Cecilia Brandt ställde hon ut på Frölunda Kulturhus 2003. Hon har medverkat i bland annat samlingsutställningar på Skulpturparken i Katzow, Uddevalla konsthall, Galleri Oijens i Göteborg, Göteborgs konstförening och Konstruktiv tendens i Stockholm.
Hon tilldelades Mannheimers stipendium 1991, Sveriges bildkonstnärsfond resestipendium 1991, Ateljéstipendium Nordiskt konstcentrum Sveaborg 1995, Göteborgs kulturstipendium 1996, Skandinaviska konstnärskollegiet Rom 1996. Sveriges bildkonstnärsfond 1997, Sveriges bildkonstnärsfond 2003, Ateljéstipendium Grez-sur-Loing 2004 och Sveriges bildkonstnärsfond 2006.
Bland hennes offentlig arbeten märks utsmyckningen av Institutet för data och informationsteknik på Chalmers i Göteborg 2004, Astra-Zeneca i Göteborg 2005 och Gårdatandläkarna i Göteborg 2006.
Vid sidan av sitt eget skapande har hon varit verksam som föredragshållare, kursledare i screentryck och skribent i Paletten, Göteborgs-Posten och Konstperspektiv. Hon deltog också med essän Färgens betydelse inom samtidskonsten och i bokprojektet Om tillståndet i konsten, som publicerades i mars 2008. 
Persson är representerad i Göteborgs konstmuseum[källa behövs] , Statens konstråd, Landstingen i Gävle, Kalmar, Skaraborg, Västra Götaland samt Örebro län, samt i kommunerna Gävle, Göteborg, Kristinehamn, Kungsbacka, Lerum, Lidköping, Mariestad, Marks, Stenungsund, Stockholm, Tjörn och Vänersborg.
En minnesutställning med hennes konst visades 2009 i Konsthallen på Bohusläns museum.
Margareta Persson var 1968–1983 gift med Jan-Eric Persson (född 1945) och 1999 till sin död med Sven Erik Jonasson (född 1940). När hon gifte sig andra gången behöll hon förste makens efternamn Persson.
Margareta Persson är begravd på Svenneby gamla kyrkogård.